# Bretanión
San Bretanión (Bretanio, Vetranio, Vetranion) fue un obispo de Tomis (hoy Constanţa, Rumanía) durante el siglo IV.  De origen situado en Capadocia, ocupó el cargo desde 360.
De acuerdo con Sozomeno, durante la campaña contra los Godos en esta región, el emperador Valente se detuvo en Tomis y habló al pueblo reunido en la catedral para persuadirlos de traicionar la fe ortodoxa proclamada por el concilio de Nicea y abrazar el arrianismo. Bretanión defendió la fe católica y fue exiliado por ello. De todas maneras, gracias a la protesta de los feligreses y al temor de una sedición en territorios tan lejanos, el emperador fue inducido a revocar el castigo respecto al obispo.
En 373 o 374 Bretanión mandó a Basilio el grande las reliquias de San Saba el Godo, muerto en territorio rumano, acompañadas de una carta que ha sido atribuida a Ulfila, pero indudablemente fue redactada por el mismo Bretanión. San Basilio le agradeció con una carta personal.
Podría haber representado a Tomis en el Primer Concilio de Constantinopla en 381, pero hay noticias confusas sobre si fue él o el obispo Geroncio (Terencio) de Tomis quien habría participado en dicho concilio. El cardenal Cessare Baronio, en su compilación del martirologio, parece haberlo colocado arbitrariamente en el 25 de enero como festivo.